# Brachanthemum fruticulosum
Brachanthemum fruticulosum là một loài thực vật có hoa trong họ Cúc. Loài này được (Ledeb.) DC. mô tả khoa học đầu tiên.